# Załakowo
Załakowo (dodatkowa nazwa w j. kaszub. Załkòwò) – wieś kaszubska w Polsce, położona w województwie pomorskim, w powiecie kartuskim, w gminie Sierakowice – 8 km od Sierakowic, 30 km od Kartuz, 40 km od Kościerzyny, 70 km od Gdańska. Wieś jest siedzibą sołectwa Załakowo, w którego skład wchodzą również Skrzeszewo i Olszewko. W pobliżu, nad jeziorem Świętym znajduje się b. ośrodek wypoczynkowy PKP Załakowo, w Siemirowicach lotnisko Marynarki Wojennej (7 km). Budowa kościoła pw. św. Maksymiliana Kolbe, trwała od maja 1982 r. do sierpnia 1983 r. W 2017 przebudowano wieżę świątyni. Obecnie świątynia jest kościołem filialnym parafii w Kamienicy Królewskiej.

## Nazwy miejscowości[5][6][7]
Paluwicz (1400), Palowicz, niem. Klein Salekau, Salekow (1437), Salakowo (1565), Szalakowo (1571), Zalokowa (1773), Salakowo (1789), Salkowo (1820), Sallakowo (1865), Salkau (1942).
| SIMC    | Nazwa    | Rodzaj    |
| ------- | -------- | --------- |
| 0171530 | Olszewko | część wsi |

## Historia
W okolicy zlokalizowano cmentarzysko płaskie z wczesnej epoki żelaza. W 1421 przywilej lokacyjny, a więc z czasów krzyżackich, wymienia dla tej wsi 13 włók (ok. 220 ha, dla porównania wielkość obecnego sołectwa to 1424 ha). Następnie miejscowość stanowiła tak zwaną królewszczyznę. Wieś królewska w starostwie mirachowskim w województwie pomorskim w II połowie XVI wieku. W 1818 oddano do użytku szkołę. Na początku XIX (1822) – siedziba gminy.
W drugiej połowie listopada 1906 r. w miejscowej szkole elementarnej odbył się strajk dzieci przeciwko nauczaniu religii w języku niemieckim (jego dokładny przebieg nie jest znany). Z uczestników strajku znane są nazwiska następujących dzieci:  J. i Ł. Goszowie, J. Mielewczyk, M. Ziegert, T. Czaja. Strajk był elementem znacznie większej akcji biernego oporu wobec pruskich władz szkolnych, która na przełomie 1906 i 1907 r. objęła ponad 460 (!) szkół w prowincji Prusy Zachodnie, czyli przedrozbiorowe Pomorze Gdańskie, Powiśle, ziemię chełmińską i ziemię lubawską oraz część Krajny. Inspiracją dla strajków pomorskich były wcześniejsze działania dzieci w prowincji wielkopolskiej, ze słynnym strajkiem we Wrześni (1901) na czele.

### Chronologia wydarzeń
tereny Załakowa należały
- do 1308 – do kasztelanii w Chmielnie (Księstwo pomorskie)
- od 1308 – do wójtostwa w Mirachowie (państwo krzyżackie)
- 1466–1772 – do starostwa mirachowskiego (Rzeczpospolita szlachecka)
- od 1772 – zabór pruski
- od 1793 – do Rejencji Zachodniopruskiej w Kwidzynie (Prusy Zachodnie)
- od 1815 – do Rejencji w Gdańsku (Prusy Zachodnie)
- 1818–1920 – do powiatu kartuskiego (Prusy Zachodnie)
- 1920–1939 – do powiatu kartuskiego (II Rzeczpospolita)
- 1939–1945 – do powiatu kartuskiego (pod okupacją III Rzeszy)
- 1945–1975 – do gminy Sierakowice, powiatu kartuskiego, województwa gdańskiego (PRL)
- 1975–1998 – do gminy Sierakowice, województwa gdańskiego (Polska Rzeczpospolita Ludowa, Rzeczpospolita Polska)
- od 1999 – do gminy Sierakowice, powiatu kartuskiego, województwa pomorskiego (Rzeczpospolita Polska)